# Тайп
Тайп, також тейп і тайпа (нахськ.: родина, клан, плем'я) — це чеченська та інгуська племінна організація, самовизначення якої базується або на походженні від спільного пращура або від спільного місця походження.
За різними даними існує від 130 до 233 тайпів. Ключову роль у зовнішніх стосунках тайпу відіграють поняття честі та кровної помсти.
Членство у тайпі і тукхумі визначає соціальний статус чеченського чоловіка.